# Branko Šömen
Branko Šömen (ur. 1 kwietnia 1936 w Mariborze) – słoweński scenarzysta, pisarz, publicysta, dziennikarz, pedagog i wolnomularz.

## Życiorys
Branko Šömen ukończył literaturoznawstwo porównawcze na Wydziale Humanistycznym Uniwersytetu w Lublanie. Następnie pracował jako dziennikarz w Radiu Lublana i w słoweńskim tygodniku opinii Mladnia. Z powodu satyrycznych utworów skierowanych przeciwko komunistycznej konstytucji, Armii Jugosłowiańskiej, Josipowi Broz Ticie był w czasach komunistycznych dwukrotnie aresztowany.
W latach 1988-1999 wykładał scenariusz filmowy na Akademii Sztuk Teatralnych w Zagrzebiu.
Jest laureatem wielu słoweńskich i chorwackich nagród za działalność kulturalną (min. Kajuhova nagrada, Nagrada zlata arena).
Przewodniczy jury Festiwalu Filmu Słoweńskiego.
Mieszka i tworzy w Los Angeles.
Jest również wolnomularzem, suwerennym generalnym wielkim inspektorem 33 i ostatniego stopnia Rytu Starego Szkockiego i Uznanego. Jest członkiem Loży Hrvaška vila i Štirje okronani.

## Publikacje
Šömen zasłynął z początku jako liryk, w którego twórczości obecne były prekmurskie cechy dialektalne: Lipov bog (Lipowy bóg) (Murska Sobota, Pomurska založba, 1971), Prekmurski rokopis (Rękopis prekmurski) (Murska Sobota, Pomurska založba, 1976), Moške ikre (Męskie ikry) (Lublana, Državna založba Slovenije, 1982); oraz autor humoresk Črni smeh / Rdeči smeh (Czrny smiech / Czerwony śmiech)(Lublana, Državna založba Slovenije, 1970). W tym czasie pisał również scenariusze do telewizji  Konec poletja (Koniec lata)(1968) i do filmów:  Poslednja postaja (Ostatnia stacja) (1971), Let mrtve ptice (Lot martwego ptaka) (1973), Rdeči boogie (Czerwone boogie) (1982), Veselo gostüvanje (Wesoły karnawał) (1984).
Pierwsze powieści jego autorstwa noszą znamiona gatunku filmowego. Przykładem może być Piąta pora roku (Peti letni čas) (Murska Sobota, Pomurska založba, 1977), powieść która ukazała się w Polsce w przekładzie Grzegorza Łatuszyńskiego. Trylogia Med v laseh (Miód we włosach) (Lublana, Borec 1978), Panonsko morje (Panońskie morze) (Murska Sobota, Pomurska založba, 1981) in Hoja po vodi (Chodzenie po wodzie) (Murska Sobota, Pomurska založba, 1989) jest autobiograficzna i lirycznie zabarwiona. Później przyciągnęła go powieść  psychologiczna Koncert za samoto (Koncert  na samotność) (Lublana, Borec, 1986), Vzporedno nebo (Równoległe niebo) (Lublana, Prešernova družba, 1990).